# Antonio Meneghetti
Antonio Meneghetti (Avezzano, Italia, 9 de marzo de 1936 - Faxinal do Soturno, Brasil, 20 de mayo de 2013) fue un fraile franciscano, filósofo y artista italiano radicado en Brasil. Se hizo conocido como el fundador de la ontopsicología, una pseudociencia cuyas ideas tienen origen en la teología y la escolástica católica que busca la aceptación académica como una actividad dedicada a la formación de líderes y como disciplina enfocada al análisis de la psicología humana con aplicaciones en la filosofía y la física nuclear.

## Biografía
A los catorce años, en 1951, ingresó en la Orden de los Frailes Menores Conventuales . En 1961 fue nombrado sacerdote y, en los años siguientes, obtuvo cuatro doctorados: Filosofía, Teología, Psicología y Sociología . Enseñó en la Universidad Pontificia de Santo Tomás de Aquino en Roma y, en 1972, abandonó formalmente la Iglesia Católica.
Promovió más de 20 congresos internacionales de ontopsicología, obteniendo el apoyo de algunas universidades públicas y privadas en Rusia, Ucrania, Italia y Brasil . Para difundir la ontopsicología creó varios centros de formación.
En 1981, fue acusado de estafa usurpación de títulos y ejercicio ilegal de la medicina. Por eso fue encarcelado durante 30 días, junto con cinco de sus colaboradores, y luego todos fueron liberados por falta de pruebas. En 1991, Meneghetti se salvó de un naufragio en Cerdeña, en una embarcación de su propiedad, al fallecer la modelo y psicóloga italiana Marina Furlan. Fue condenado por este hecho a 10 meses de prisión por homicidio culposo.
Falleció a los 77 años en Faxinal do Soturno el 20 de mayo de 2013, víctima de cáncer hepático, una enfermedad que clasificó como psicosomática, fácil de tratar y prometió curar en tres sesiones de ontopsicología.
Para perpetuar sus obras, creó tres fundaciones, una en Brasil, otra en Rusia y la tercera en Suiza .

## Principales actividades

### Ontopsicología
Con el fin de promover la [enseñanza de la Ontopsicología en el mundo, como se explica en sus textos fundamentales, en 2009 creó la Fundación de Investigación Científica y Humanística Antonio Meneghetti en Europa, que instituyó, a partir de 2011, el Premio Antonio Meneghetti en las áreas de Economía, Medicina, Física y Filosofía . En Brasil, la Fundación Antonio Meneghetti fue establecida en 2010, con sede en Recanto Maestro, en Restinga Seca, Rio Grande do Sul .

### OntoArte
En 1979, inició el movimiento artístico denominado OntoArte, basado en los presupuestos humanistas de la ontopsicología y, en 1986, fue nombrado "Miembro del Senado Académico" de la Academia Internacional de Arte Moderno en Roma.
Como artista, realizó exposiciones permanentes en Moscú, São Paulo, Beijing, Berlín, y Roma, y exposiciones temporales, exhibiendo pinturas, esculturas en hierro, cristales y piezas de cerámica.
En moda, presentó su primera colección en un desfile al aire libre en Lizori (Italia), también en 1979, con un grupo de modelos que subían las escaleras de un pueblo medieval. En 1986 recibió el Premio “Maître Tailleur” de la Federación de Sastres y Sastres Italianos (Federazione Sarti y Sarte d'Italia) y, en 1989, el Premio Personalidad Bajo Medida de la Federación Mundial de Maestros Sastres.
En música, ha realizado numerosos conciertos desde 1979. En Brasil, en agosto de 2012 , la Orquesta de Cámara del Theatro São Pedro realizó el concierto Maestro OntoArte em Cena y, en 2013 y 2014, una serie de conciertos oficiales con la obra Metaphisica Sinfonia Coral, ambas con composiciones de Antonio Meneghetti, reinterpretación y orquestación de Vagner Cunha, con dirección de Antônio Borges-Cunha, director artístico de la Orquesta, además de la participación de la soprano coloratura brasileña, Carla Maffiolleti.

### Recanto Maestro
En Brasil, creó Recanto Maestro a partir de una propiedad abandonada hace 25 años, lugar que fue reconocido por la ONU, en 2007, como modelo de referencia internacional en sustentabilidad, donde construyó la Facultad Antonio Meneghetti .